# 伍齡安
伍齡安（穆麟德轉寫：ulingga，？—1763年），原名伍靈阿，董鄂氏，清朝官員，滿洲正白旗人。

## 任職履歷
- 乾隆五年四月十二日（1740年5月7日），通政使。
- 乾隆八年三月二十七日（1743年4月21日），內閣學士。
- 乾隆十一年五月一日（1746年6月19日），禮部右侍郎。
- 乾隆十四年（1749年）十二月，改戶部左侍郎，仍然兼任禮部右侍郎。
- 乾隆十五年十一月十七日（1750年12月15日），調任禮部尚書。
- 乾隆二十六年十一月十九日（1761年12月14日），革職。
- 乾隆二十七年（1762年）四月，禮部右侍郎，授禮部尚書。
- 乾隆二十八年五月十六日（1763年6月25日），解職。